# HD 200340
HD 200340，又名BD-01 4095，SAO 145050、HR 8054，是一颗恒星，视星等为6.5，位于銀經48.45，銀緯-29.38，其B1900.0坐标为赤經20h 57m 50.3s，赤緯-1° -29.38′ 9″。